# Государственный переворот в Швеции (1809)

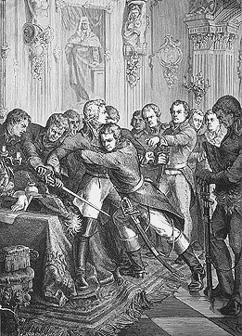
Арест короля Густава IV.
Гравюра XIX века.

Государственный переворот в Швеции (швед. Statskuppen 1809) — государственный переворот, произошедший 13 марта 1809 года в Стокгольме во время русско-шведской войны за Финляндию. Переворот совершили военные, отстранив от власти короля Густава IV Адольфа. Регентом стал дядя короля герцог Карл Сёдерманландский, которого впоследствии риксдаг избрал королём под именем Карла XIII.

## Предпосылки
В 1796 году, по достижении совершеннолетия, король Густав IV Адольф, приверженец легитимизма и набожный лютеранин, отказывается от политики нейтралитета в отношениях с Французской республикой. 18 (29) октября 1799 года в Гатчине был заключён договор с Россией, повторявший условия заключённого ещё Густавом III Дроттнингхольмского договора от 8 (19) октября 1791 года, по которому Швеция и Россия должны были присоединиться к коалиции против революционной Франции. Были разорваны дипломатические отношения с Францией.
Но из-за конфликта императора Павла I с Англией участие Швеции в войне с Францией не состоялось. 4 (16) — 6 (18) декабря 1800 года в Петербурге Россия, Швеция, Дания и Пруссия заключили конвенцию для охраны нейтральных судов от английских нападений, поучившую название Второго вооружённого нейтралитета. Второй вооружённый нейтралитет просуществовал лишь до начала 1801 года. 2 апреля английский адмирал Нельсон разгромил датский флот на копенгагенском рейде. Убийство Павла I и сближение нового императора Александра I с Англией предотвратили нападение Нельсона на шведскую военно-морскую базу в Карлскруне. 25 марта 1802 года Англия и Франция подписали в Амьене мирный договор. Но возобновление в 1803 году войны Франции с Англией осложняло для Стокгольма сохранение нейтралитета.
В 1805 году Густав IV Адольф, годом ранее осудивший казнь герцога Энгиенского, присоединился к третьей антифранцузской коалиции (Россия, Англия, Австрия) и объявил войну Наполеону. Первоначально шведские войска в Померании избегали крупных сражений. Первое вооружённое столкновение шведов с наполеоновскими войсками произошло только 6 ноября 1806 года: 1,8-тысячный шведский отряд, пришедший на помощь пруссакам потерпел поражение и капитулировал в Любеке. 30 января 1807 года был осаждён и 24 августа капитулировал шведский гарнизон в Штральзунде, 7 сентября — на острове Рюген. После побед Наполеона в Пруссии и Тильзитского мира между Францией и Россией внешнеполитическое положение Швеции резко ухудшилось.
Густав IV Адольф и после Тильзита придерживался союза с Англией, несмотря на оппозицию своих советников. После того как Россия присоединилась к Континентальной блокаде и объявила войну Англии, русско-шведская война, в которой был заинтересован и Наполеон, стала неизбежной. Начиная войну против Швеции, Александр I учитывал наличие сепаратистских настроений в Финляндии и стремился к её отторжению от Швеции. 16 (28) марта и 20 марта (1 апреля) 1808 года, спустя неделю после начала войны, были изданы декларация и манифест Александра I о присоединении всей Финляндии к России. Швеция могла рассчитывать только на английский флот и субсидии. На финляндском театре военных действий шведы придерживались оборонительной стратегии и отступали. Офицерский состав был настроен пораженчески. Многие шведские гарнизоны в Финляндии (Або, Свеаборг и другие) сдавались без боя. К концу 1808 года русские контролировали почти всю Финляндию.
Война на два фронта — против России и Дании — потребовала от Швеции напряжения всех сил. Были призваны все холостые мужчины в возрасте 18—25 лет. Неурожай 1808 года и выпуск бумажных денег для покрытия военных расходов усугубили тяжесть положения. Народ и даже представители привилегированных сословий жаждали мира и открыто роптали.
Густав IV упорно отказывался от заключения мира и созыва риксдага. Он самолично ввёл непопулярный новый военный налог. В довершение всего король оскорбил 120 гвардейских офицеров из знатных семей, разжаловав их в армейские офицеры по обвинению в трусости на поле боя.

## Заговор и свержение Густава IV Адольфа
Планы низложения короля и риксдага исходили преимущественно от двух групп. Одна находилась в Стокгольме, где вокруг офицера, инвалида войны барона Якоба Сёдерстрёма группировались молодые офицеры и отчасти чиновники, среди них — чиновник судебного ведомства Ханс Йерта, который в 1800 году, на единственном за всё царствование Густава IV Адольфа риксдаге, демонстративно отказался от дворянского звания. Другая — в войсках, расквартированных в провинции Вермланд, на границе с Норвегией, где заговорщиков позже возглавил служивший в Карлстаде подполковник Адлерспарре, ветеран русско-шведской войны 1788—1790 годов, побывавший в русском плену. Среди военных выделялся также генерал-адъютант Адлеркрейц, отличившийся в Финляндии. Обе группы скоро установили между собой контакт. Первоначально было намечено на февраль уличное нападение на короля в столице, но в последний момент оно было отложено.
Первыми выступили заговорщики из Западной армии. Начиная с 7 марта 1809 года они стали стягивать войска в Карлстад. Предварительно Адлерспарре заручился условным обещанием датского командующего в Норвегии принца Кристиана Августа Августенбургского не возобновлять боевые действия, перемирие уже было заключено раньше с согласия шведского короля. Часть оппозиционеров прочила принца Августенбургского в кронпринцы (наследник шведского престола) после свержения Густава IV Адольфа. В заранее составленном воззвании Адлерспарре объявлял своей целью заключение мира и созыв риксдага для решения вопроса о государственном устройстве страны.
Заговорщиков поддержали солдаты и жители Карлстада и других населённых пунктов на пути к столице, куда Адлерспарре со своим корпусом двинулся 9 марта. Король, узнав о мятеже и опасаясь заговора в столице, планировал утром 13 марта выехать в Сконе, где командовал войсками верный ему фельдмаршал Толль, но находившийся в Стокгольме Адлеркрейц с шестью офицерами ворвался в покои короля и арестовал его. Короля отвезли в Дроттнингхольм, после неудавшейся попытки побега он был отправлен в замок Грипсхольм. 22 марта корпус Адлерспарре вступил в Стокгольм, став главной опорой новой власти.
29 марта Густав IV Адольф отрёкся от престола, надеясь на избрание королём своего 9-летнего сына кронпринца Густава. Регентом и номинальным главой временного правительства стал дядя короля герцог Карл Сёдерманландский.
Новое правительство отменило непопулярные военно-финансовые меры короля, созвало на 1 мая риксдаг, разослало своих представителей с мирными предложениями к воюющим державам.

## Борьба за престол и принятие конституции
В составе временного правительства наряду с инициаторами переворота оказались бывшие сторонники свергнутого короля — канцлер-президент Эренхейм, риксмаршал граф Ферзен, фельдмаршал Клингспор.
Придворные круги, так называемые густавианцы, сохранившие своё влияние и после свержения Густава IV Адольфа, добивались передачи престола малолетнему кронпринцу Густаву и стремились заручиться поддержкой бездетного Карла Сёдерманландского. Адлерспарре стремился отстранить от власти ближайших советников бывшего главы государства, пополнить правительство представителями всех сословий, немедленно низложить Густава IV Адольфа и его потомков, провозгласить королём Карла Сёдерманландского, избрать в кронпринцы датского или французского кандидата. 29 марта на совещании офицеров Западной армии во главе с Адлерспарре было решено отложить избрание нового короля до созыва риксдага. Часть густавианцев, например канцлер-президент Эренхейм, вышли из правительства.
1 мая 1809 года собравшийся в Стокгольме риксдаг единогласно отстранил от власти бывшего короля и его потомство.
Но по ряду других вопросов обнаружились серьёзные разногласия. Регентское правительство добивалось от сословий в первую очередь решения вопроса о короле и лишь затем одобрения конституции. Правительственный проект конституции, так называемый хоконсоновский (по имени его составителя губернатора Блекинге Хоконсона), предусматривал лишь малое ограничение королевской власти. Однако и хоконсоновский проект, и формула «сначала король, потом конституция» были отвергнуты не только бюргерским, но и дворянским сословиями риксдага. Регент и его советники уступили: восторжествовал принцип «сначала конституция, потом король».
Риксдаг избрал конституционный комитет из 15 представителей всех четырёх сословий, но с решительным преобладанием дворян и под председательством барона Маннергейма. Душой комитета стал его секретарь Ханс Йерта, формально не вошедший в него, так как не являлся депутатом риксдага. Комитет выполнил свою задачу за четырнадцать дней. 6 июня 1809 года Карл Сёдерманландский утвердил принятую риксдагом конституцию. В тот же день он был избран королём под именем Карла XIII. В том же месяце кронпринцем был избран датский принц Кристиан Август Августенбургский. В декабре Густав Адольф вместе с семьёй вынужден был покинуть Швецию.
Во второй половине 1809 — начале 1810 годов были заключены мирные договоры с Россией (Фридрихсгамский мирный договор, 17 (5) сентября), Данией (Йёнчёпингский мирный договор, 10 декабря) и Францией (Парижский мирный договор, 6 января).

## Конституция
Конституция 1809 года действовала с изменениями до 1974 года.
Исполнительная, власть в государстве по-прежнему вручалась королю, однако существенно ограничивалась. Члены назначаемого им правительства — Государственного совета — несли перед риксдагом уголовную ответственность за свои рекомендации монарху, которые протоколировались. Это была ещё не парламентская ответственность, но бесспорный её зачаток. Без подписи одного из министров или статс-секретарей королевское постановление, за исключением постановлений военного характера, не имело силы. Король и члены его совета лишались доступа на заседания почти всех комитетов риксдага. Король сохранил пост главнокомандующего. Он же назначал чиновников на основе их деловых качеств; однако чиновники и судьи, кроме высших, могли быть смещены не иначе, как по суду. Законодательную власть король делил с риксдагом. Обе стороны имели право инициативы и право абсолютного вето. Риксдаг сохранил за собой исключительное право налогообложения.
Решения риксдага принимались по-прежнему большинством трёх сословий, и лишь для изменения привилегий требовалось согласие четырёх сословий. Ещё перед принятием конституции шведское дворянство добровольно поступилось своими привилегиями в землевладении, налогообложении и при занятии высших должностей. Однако были сохранены элементы сословной неполноправности крестьян.
Провозглашались гражданские свободы: личности, собственности, вероисповедания и печати.
Сословный риксдаг сохранился. Требование парламентской реформы, выдвинутое радикальными кругами, было отвергнуто. Положение о риксдаге 1810 года лишь упразднило трёхклассное деление палаты дворян и допустило представителей сельской интеллигенции в палату крестьян.

## Избрание маршала Бернадота кронпринцем
С прекращением войн внутреннее положение в Швеции оставалось крайне напряжённым. Поражение в войне с Россией, вследствие которого были утрачены Финляндия и Аландские острова, финансовое расстройство, усугублённое вынужденным, по условию Парижского мирного договора, присоединением Швеции к Континентальной блокаде и разрывом отношений с Англией, наплыв беженцев из Финляндии, борьба политических группировок мешали стабилизации новой власти.
28 мая 1810 года в Сконе скоропостижно скончался принц Августенбургский. В народе распространился слух, что он был отравлен по совету риксмаршала графа Ферзена, который не одобрял отстранение от власти кронпринца Густава, за что его причисляли к сторонникам Густава IV Адольфа, его сестрой графиней Пипер. 20 июня, когда тело умершего кронпринца ввезли в Стокгольм, граф Ферзен, возглавлявший похоронную процессию, был убит взбунтовавшейся толпой.
Неустойчивость положения заставляла победителей 1809 года торопиться с поиском нового кандидата на пост кронпринца. Правящие круги склонялись к избранию одного из датских принцев, что впоследствии сулило объединение скандинавских государств с фактическим преобладанием Швеции. Вместе с тем нельзя было не считаться с мнением всесильного Наполеона, который в целом был согласен с кандидатурой своего союзника датского кронпринца, но рассчитывал продвинуть своего пасынка Эжена Богарне.
Отправленный с миссией в Париж лейтенант Карл Отто Мёрнер, выполнив официальное поручение, по собственной инициативе предложил престол французскому маршалу Жану-Батисту Бернадоту, который при капитуляции Любека в 1806 году хорошо обращался с пленными шведами. В пользу Бернадота говорило и то, что он был в родстве с Наполеоном через свою супругу Дезире Клари (к которой Наполеон некогда сватался), на чьей сестре Жюли был женат старший брат императора Жозеф. Кандидатуру маршала неофициально поддержал и сам французский император, заняв выжидательную позицию. Кроме того в Швеции в пользу маршала возобладало сильное масонское и националистическое лобби — расчет строился на том, что выдвижение в кронпринцы Бернадота станет удобным предлогом для реванша с Российской империи и гарантией французской поддержки шведских притязаний. Против кандидатуры датского принца теперь возражал и сам король Дании, который не хотел отречения племянника от датской короны и боялся внешнеполитических осложнений. Дело решил Фурнье, посланник Бернадота. Манипуляциями и прямым обманом он заставил шведское правительство поверить, будто говорит от имени Наполеона, и тот высказывает избранию своего маршала полную поддержку. В конечном счёте правительство Швеции, а за ним и специальный комитет избирательного риксдага пересмотрели свои решения.
21 августа 1810 года риксдаг избрал Бернадота кронпринцем Швеции под именем Карла Юхана и закрепил престол за его мужским потомством. Прибыв в Стокгольм, Бернадот 20 октября переходит в лютеранство. 31 октября он был представлен собранию государственных чинов и 5 ноября усыновлён королём, после чего стал регентом и фактическим правителем Швеции.